# Livóniai háború
Az 1558–1583 között zajló livóniai háború közel negyedszázados fegyveres konfliktus volt Oroszország, Svédország és különböző dán, lengyel–litván koalíciók között Ó-Livónia megszerzéséért.

## Előzmény
A német lovagrend kelet-baltikumi területei feletti hatalma 1410 után már csak jelképesen érvényesült. A kardlovagok, akik 1241 óta konföderatív államot képeztek négy livóniai püspökséggel, 1419-ben egy újabb szövetséget kötöttek a helyi pártokkal és városokkal, amely egy közös törvényhozási testületet hozott létre, s amelyben a lovagoknak meghatározó szerep jutott. Brandenburgi Albert nagymester szekularizációjára válaszul a kardtestvérek nagymestere, Walter von Plettenberg függetlenítette a rendet a Német Lovagrendtől.
Ám a lovagok hatalma Livóniában is mindinkább széttöredezett. Bár IV. Károlytól jelentős privilégiumokat kaptak, az ország a térség gazdaságában játszott meghatározó szerepkörét mégis elvesztette, mert a Hanza-szövetség piaca beszűkült a nagy földrajzi felfedezések és az új tengeri utak során. A balti-tengeri monopóliumokat a németalföldiek kaparintották meg. 1501-ben a lovagok beavatkoztak Sándor litván nagyfejedelem oldalán az 1499–1503-as orosz–litván háborúba, amelyben súlyos vereséget szenvedtek a tatároktól és az oroszoktól.
Livónia, bár stratégiai kulcsfontossága miatt a Német-római Birodalom magáénak igyekezett tartani, csak terhet jelentett.
A lovagok 1501-es vereségük után próbáltak közeledni az orosz cárhoz, de végül helyette a katolikus Lengyelországgal erősítették a kapcsolatot. A környező terjeszkedő államok, mint Svédország, Lengyelország, Dánia és Oroszország, szemet vetettek a gazdaságilag nagyon fejlett baltikumi régióra.

## A háború kitörése
1558-ban hatalmas orosz és tatár seregek törtek be Livónia területére IV. (Rettegett) Iván vezetésével, hogy kijáratot nyerjenek a Balti-tenger felé. A cári sereg Kurzeme területéig nyomult, Sigalej kaszimovi kán pedig elfoglalta a délnyugati területeket. 1559-ben Tartunál a lovagok győztek, és ekkor a bojárok fellázadtak Iván ellen. A cár egy időre hazautazott, s miután leszámolt az ellenzékkel, folytatta hódításait és a rend székhelyét, Wendent is bevette.
A kardtestvérek képtelenek voltak feltartóztatni az ellenséget, és 1561-ben maguk oszlatták föl rendjüket. A volt nagymester Gotthard von Kettler hasonló lépésre szánta el magát, mint Brandenburgi Albert Poroszországban: evangélikus vallást vett fel, s Livóniából, valamint Kúrföld és Zemgallen területéből világi hercegséget hozott létre, amit a katolikus Lengyel Királyság hűbérállamának nyilvánított. Az országot Lengyelország és Litvánia védelme alá vette, erre Oroszország hadat üzent nekik. Az észt területeket eközben a svédek, az Ösel-szigetet a dán Magnus herceg vette birtokba, aki Iván szövetségese volt.
1562-ben Rettegett Iván új győzelmeket aratott a litvánok, valamint a svédek felett, és rávette Dániát egy Svédország elleni támadásra.
A Litvániára törő oroszokat az Ula folyónál a lengyel–litván sereg leverte, majd Polockot is elfoglalták. A Krími Kánság hordái Rjazanyig nyomultak előre.
Miután a litvánok ismételten vereséget szenvedtek, békejavaslatot nyújtottak be Moszkvának, s a livóniai háború 1563-ban svéd–lengyel háborúvá is átváltozott.
A cár megegyezett Magnus dán herceggel, hogy Livóniából független királyságot szerveznek, amikor megköttetett Lengyelország és Litvánia második uniója Lublinban, erre az oroszok fegyverszünetet kötöttek ellenfelükkel. Közben Dánia és Svédország is kibékült és Tallinn (német neve: Reval) mellett 1571-ben leverték az oroszokat, ennek hatására a krími tatárok felégették Moszkvát.
II. Zsigmond Ágost halálával (1572) Lengyelország anarchiába süllyedt, s a svédek által elfoglalt Riga, valamint Tallinn közti tengerpart 1575 és 76 között gyors hadjáratokkal orosz kézbe került.
1575-ben a szejm Báthory István erdélyi fejedelmet választotta meg lengyel királlyá, aki miután az országban rendet teremtett lengyel, erdélyi, német és román zsoldosokból szervezett erős hadserege élén három hadjáratban legyőzte Ivánt, és visszahódította tőle Livóniát. Elesett Polock (1579), Velikije Luki (1580) és Narva (1581). Pszkovot ugyan az oroszok megvédték, de Oroszország elvesztette a háborút.
Iván rákényszerült XIII. Gergely pápa támogatására, akinek közbenjárására megúszta azzal, hogy csak Livóniáról kellett lemondania a svédek és a lengyelek javára.